# Leïla Sfez
 (mai 2013).
Leïla Sfez (arabe : ليلى سفاز), née en 1874 à Tunis et morte en 1944, est une chanteuse et compositrice tunisienne. Spécialisée dans le café-concert, elle s'impose dans les années 1920 à Tunis en reprenant d'abord toutes les chansons classiques puis en créant ses propres mélodies.
Elle côtoie les plus célèbres artistes tunisiens de son époque[réf. nécessaire].

## Biographie
Issue d'une famille juive, elle naît en 1874, la même année que l'artiste algérien Mustapha Nador. Elle est la tante d'Habiba Msika, à qui elle transmet son éducation musicale, en l'initiant au piano, et qu'elle introduit au sein des cercles intellectuels et artistiques tunisois de l'époque.
Leïla Sfez obtient un statut de star et une notoriété en contribuant au renouveau de la musique tunisienne[réf. nécessaire]. Elle exploite également une salle de spectacle à Bab Souika, un quartier de la capitale tunisienne. Il n'était pas rare que l'artiste doive se débarrasser d'admirateurs encombrants.
Spécialisée dans les chansons anciennes, autrement dit de zendalis, elle jouit d'une certaine considération[Par qui ?].
À la fin de sa  vie elle exerce les fonctions de gouvernante (ou de servante) de sa nièce Habiba Msika.

## Enregistrements
Elle fait des enregistrements de malouf tunisien en 1910 puis auprès du label discographique Pathé Marconi, à partir de 1929.
Selon Moncef Charfeddine, elle enregistre vers 1906 son succès Amani amani et vers 1910 Ya lasmar, quelques mois avant sa semi-retraite.
Le fonds musical collecté par le Centre des musiques arabes et méditerranéennes comprend deux autres enregistrements effectués chez Gramophone : Dhabiou el hema (ظبي الحمى) et Aroubi (عروبي)[réf. nécessaire].